# Motorový vůz M 21.0
Motorové vozy řady M 21.0 byly vyráběny v letech 1937 až 1948 v Tatře Kopřivnice pro úzkorozchodné tratě ČSD. Bylo vyrobeno celkem devět vozů řady M 21.0, které byly dodány na tratě v okolí Jindřichova Hradce, dráhu Třemešná – Osoblaha a tzv. Boržavskou dráhu na Podkarpatské Rusi. Několik vozů se dochovalo do současnosti. Podle podobnosti s řadou M 131.1 se těmto vozům někdy přezdívá „úzký Hurvínek“.

## Konstrukce
Vozy řady M 21.0 byly čtyřnápravové motorové vozy se dvěma podvozky, z nichž byl jeden hnací. Byl využit šestiválcový reverzační benzínový motor Tatra a čtyřstupňová mechanická planetová převodovka. Vozová skříň byla osmibokého tvaru se zúženými představky, obě čela vozu byla průchozí. V interiéru se nacházely dva oddíly pro cestující, které byly od sebe odděleny zavazadlovým prostorem, kabinou WC a chodbičkou. Vstup zajišťovaly dveře v představcích, zavazadlový oddíl měl vlastní dvoukřídlé dveře v bočnici. Poválečné vozy byly mírně prodlouženy o 26 cm.

## Vývoj, výroba a provoz
Pro zrychlení a zkvalitnění dopravy na úzkorozchodných tratích objednalo v roce 1935 československé ministerstvo dopravy u kopřivnické Tatry dva motorové vozy nové řady M 21.0. Oba byly dokončeny v roce 1937 a byly předány na síť tzv. Boržavské dráhy na Podkarpatské Rusi. V roce 1939 byly vyrobeny další dva vozy (M 21.003 a 004), které od roku 1940 jezdily na jindřichohradeckých úzkorozchodkách. Pátý vůz byl objednán v roce 1941, vzhledem k válečným událostem ale byl do Jindřichova Hradce dodán až v roce 1945. V letech 1947 a 1948 byly vyrobeny poslední čtyři vozy: M 21.006 a 007 jezdily na trati Třemešná – Osoblaha, poslední dva byly opět určeny pro jindřichohradecké dráhy.
Oba podkarpatoruské vozy převzaly v roce 1939 maďarské dráhy a do Československa se již nevrátily. Zbylých sedm vozů jezdilo do přelomu 50. a 60. let, kdy byly definitivně nahrazeny vlaky s motorovými lokomotivami řady TU 47.0. Z provozu byly vyřazeny mezi lety 1958 a 1962.
- M 21.001 (místní dráha v údolí říčky Borži) – tmavozelený nátěr[1]
- M 21.002 (místní dráha v údolí říčky Borži) – tmavozelený nátěr[1]
- M 21.003 (Jindřichův Hradec) – 1964 prodán na prešovskou pionýrskou železnici (jako M 21.008), poté jako vrak v Poľnohospodárském muzeu v Nitře, nyní v majetku Jindřichohradeckých místních drah (JHMD)[2]
- M 21.004 (Jindřichův Hradec) – 1964 prodán na prešovskou pionýrskou železnici, poté v Nitře, 2002–2004 renovován (motor John Deer s hydrostatickým přenosem výkonu), provozní na Čiernohronské železnici (ČHŽ)
- M 21.005 (Jindřichův Hradec) – 1960 přestavěn na přípojný vůz Ba/ú 622, zrušen 1968
- M 21.006 (Osoblaha) – 1960 přestavěn na přípojný vůz Ba/ú 619, vyřazen v 60. letech, 2006 dokončena renovace pro ČHŽ a označen číslem 007, zde v provozu bez hnacího agregátu jako řídicí vůz pro M 21.004
- M 21.007 (Osoblaha) – 1961 odprodán na Povážskou lesnou železnicu, v současnosti provozní exponát v Muzeu liptovskej dediny Pribylina
- M 21.008 (Jindřichův Hradec) – 1963 odprodán na Povážskou lesnou železnicu (jako M 21.003), přestavěn na přípojný vůz Ba/ú 3, v současnosti v Muzeu liptovskej dediny Pribylina
- M 21.009 (Jindřichův Hradec) – vyřazen 1963